# Words and Music (film 1929)
Words and Music è un film del 1929 diretto da James Tinling.
È una commedia musicale statunitense con Lois Moran, John Wayne (accreditato come Duke Morrison) e Helen Twelvetrees.

Modellato intorno al talento canoro di Lois Moran, è in gran parte privo di trama e vi è una grande quantità di scene con canti e balli.

## Produzione
Il film, diretto da James Tinling su una sceneggiatura di Andrew Bennison con il soggetto di Frederick Hazlitt Brennan e Jack McEdwards, fu prodotto da Chandler Sprague per la Fox Film Corporation. Molti dei numeri della Moran erano in realtà sequenze tagliate dal film Fox Movietone Follies of 1929

## Distribuzione
Il film, presentato da William Fox, fu distribuito negli Stati Uniti dal 18 agosto 1929 al cinema dalla Fox Film Corporation.
Alcune delle uscite internazionali sono state:
- nel Regno Unito il 6 dicembre 1929
- in Finlandia il 24 novembre 1930
- in Brasile (Letra e Música)
- in Grecia (Neanikes trelles)